# 아일랜드해

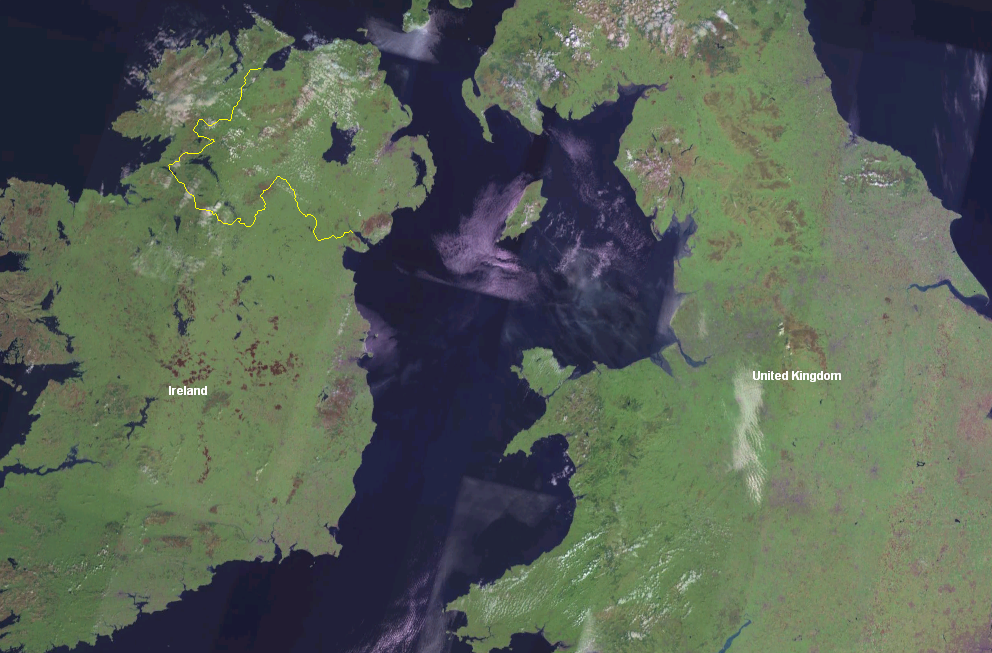
아일랜드해의 위성사진

아일랜드해(-海; Irish Sea)는 아일랜드섬과 그레이트브리튼섬 사이의 바다이다. 아일랜드와 웨일스 사이의 세인트조지 해협, 북아일랜드와 스코틀랜드 사이의 노스 해협을 통해 대서양과 연결되어 있다.
아일랜드해 가운데에 영국 여왕령인 맨섬이 놓여 있다.

## 해저 터널 계획
아일랜드해는 가장 분주하게 사람들이 오가는 바다이다. 세계에서 가장 큰 페리선인 율리시즈호가 두 섬 사이를 잇고 있다. 또한 더블린 공항에서는 매해 830만명이 하늘로 영국으로 이동하고 있다. 더블린-런던 항로는 세계에서 두 번째로 혼잡한 항로이다. 그레이트브리튼섬과 아일랜드섬 사이를 오가는 많은 사람들 때문에 예전부터 여러 해저 터널 건설 계획이 세워져 있다.

## 같이 보기
- 노스 해협
- 영국의 교통